# Reteporella rara
Reteporella rara is een mosdiertjessoort uit de familie van de Phidoloporidae. De wetenschappelijke naam van de soort is, als Sertella rara, voor het eerst geldig gepubliceerd in 1903 door Jullien.